# Thrypticus dissimilipes
Thrypticus dissimilipes är en tvåvingeart som först beskrevs av Zetterstedt 1843.  Thrypticus dissimilipes ingår i släktet Thrypticus och familjen styltflugor.
Artens utbredningsområde är Sverige. Inga underarter finns listade i Catalogue of Life.